# Herman Rosse
Herman Rosse (Amsterdam, 1º gennaio 1887 – Nyack, 13 aprile 1965) è stato uno scenografo, architetto e pittore statunitense, di nascita olandese.

## Biografia
Ha vinto il Premio Oscar per la scenografia de Il re del jazz. Tra l'altro ha preso parte al film L'appello dell'innocente.

## Filmografia

### Scenografo
- Il re del jazz (King of Jazz), regia di John Murray Anderson - scenografia (1930)
- L'appello dell'innocente (East Is West), regia di Monta Bell - scenografia (1930)
- Oriente es Occidente, regia di George Melford, Enrique Tovar Ávalos  - scenografia (1930)
- Don Juan diplomático, regia di George Melford, Enrique Tovar Ávalos - production designer (1931)
- Frankenstein, regia di James Whale - set designer, non accreditato (1931)
- Dracula, regia di Tod Browning - production designer e set designer, non accreditato (1931)
- Resurrection, regia di Edwin Carewe (1931)
- Strictly Dishonorable, regia di John M. Stahl - scenografia (1931)
- Il dottor Miracolo (Murders in the Rue Morgue), regia di Robert Florey - set designer, non accreditato (1932)
- The Emperor Jones, regia di Dudley Murphy - scenografia (1933)
- Rubber, regia di Johan De Meester e Gerard Rutten - scenografia (1936)

### Costumista
- Il re del jazz, regia di John Murray Anderson (1930)